# Spoorlijn Serquigny - Oissel
De Spoorlijn Serquigny - Oissel is een Franse spoorlijn van Serquigny naar Oissel. De lijn is 57,5 km lang en heeft als lijnnummer 372 000.

## Geschiedenis
De lijn werd geopend door de Compagnie des chemins de fer de l'Ouest op 24 juli 1865. Op 30 juni 1883 werd het raccordement van La Londe geopend en op 18 mei 1916 het raccordement van Serquigny.

## Treindiensten
De SNCF verzorgt het personenvervoer op dit traject met TER treinen.
| Serie | Treinsoort | Route                                                               | Bijzonderheden |
| ----- | ---------- | ------------------------------------------------------------------- | -------------- |
| C 10  | TER (SNCF) | Elbeuf-Saint-Aubin – Rouen-Rive-Droite – Yvetot                     |                |
| P 10  | TER (SNCF) | Caen – Lisieux – Serquigny – Elbeuf-Saint-Aubin – Rouen-Rive-Droite |                |

## Aansluitingen
In de volgende plaatsen is of was er een aansluiting op de volgende spoorlijnen:
Serquigny
RFN 366 000, spoorlijn tussen Mantes-la-Jolie en Cherbourg
RFN 374 300, raccordement van Serquigny
Glos-Montfort
RFN 375 000, spoorlijn tussen Évreux-Normandie en Quetteville
aansluiting La Londe
RFN 373 300, raccordement van La Londe
Oissel
RFN 340 000, spoorlijn tussen Paris-Saint-Lazare en Le Havre

## Elektrische tractie
Tussen Elbeuf-Saint-Aubin en Tourville werd de lijn in 2015 geëlektrificeerd met een spanning van 25.000 volt 50 Hz .

## Galerij

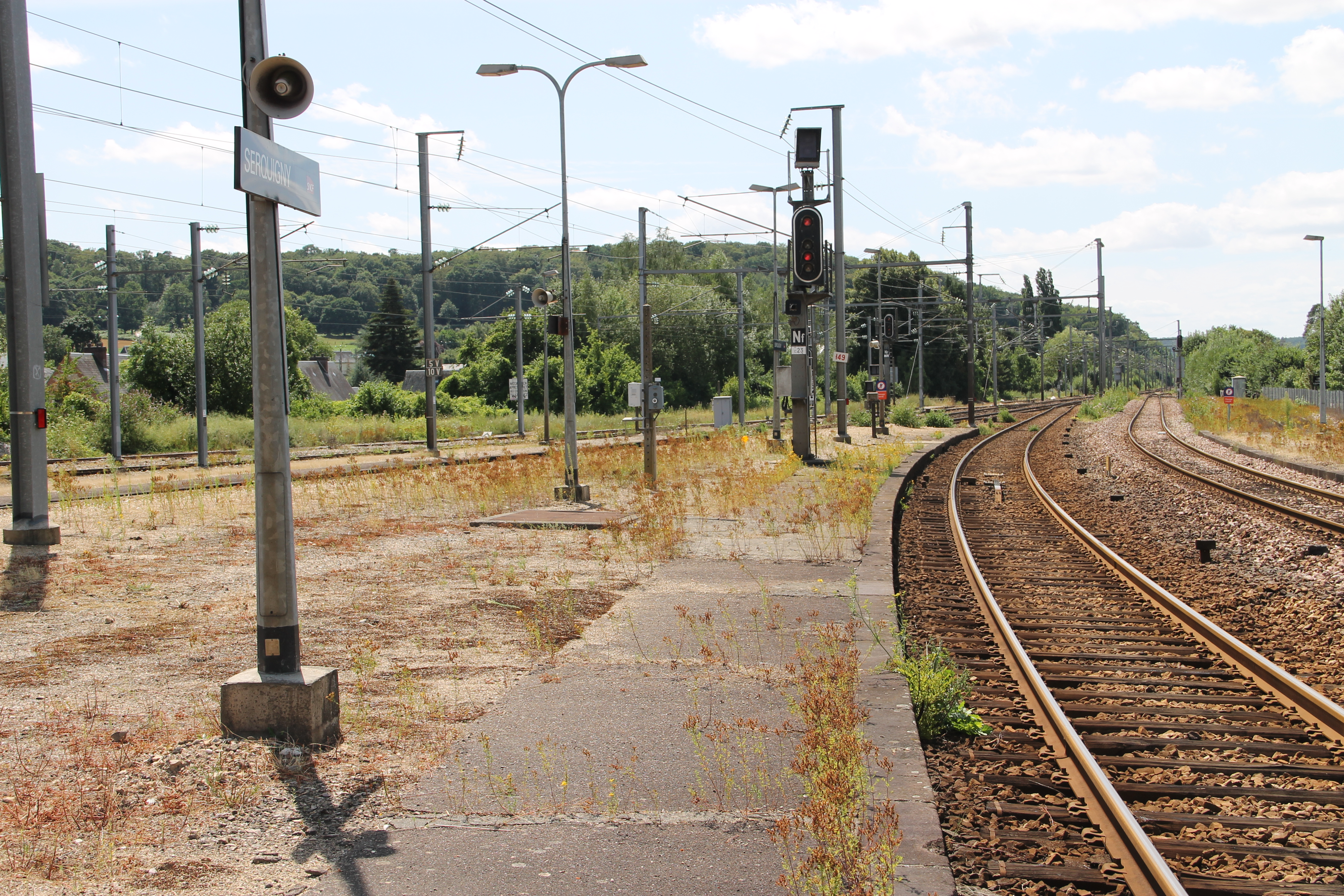
Station Serquigny
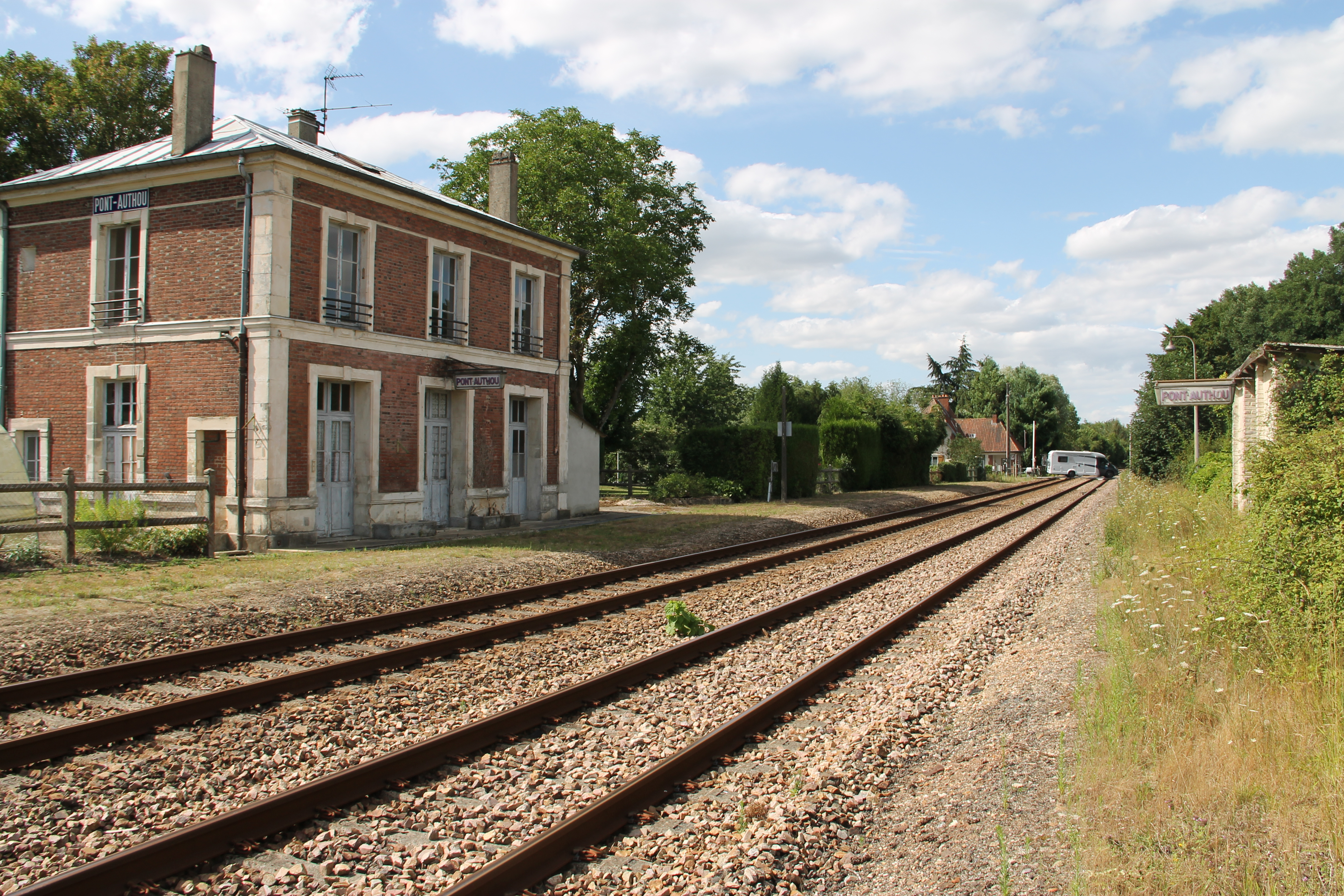
Voormalige halte Pont-Authou
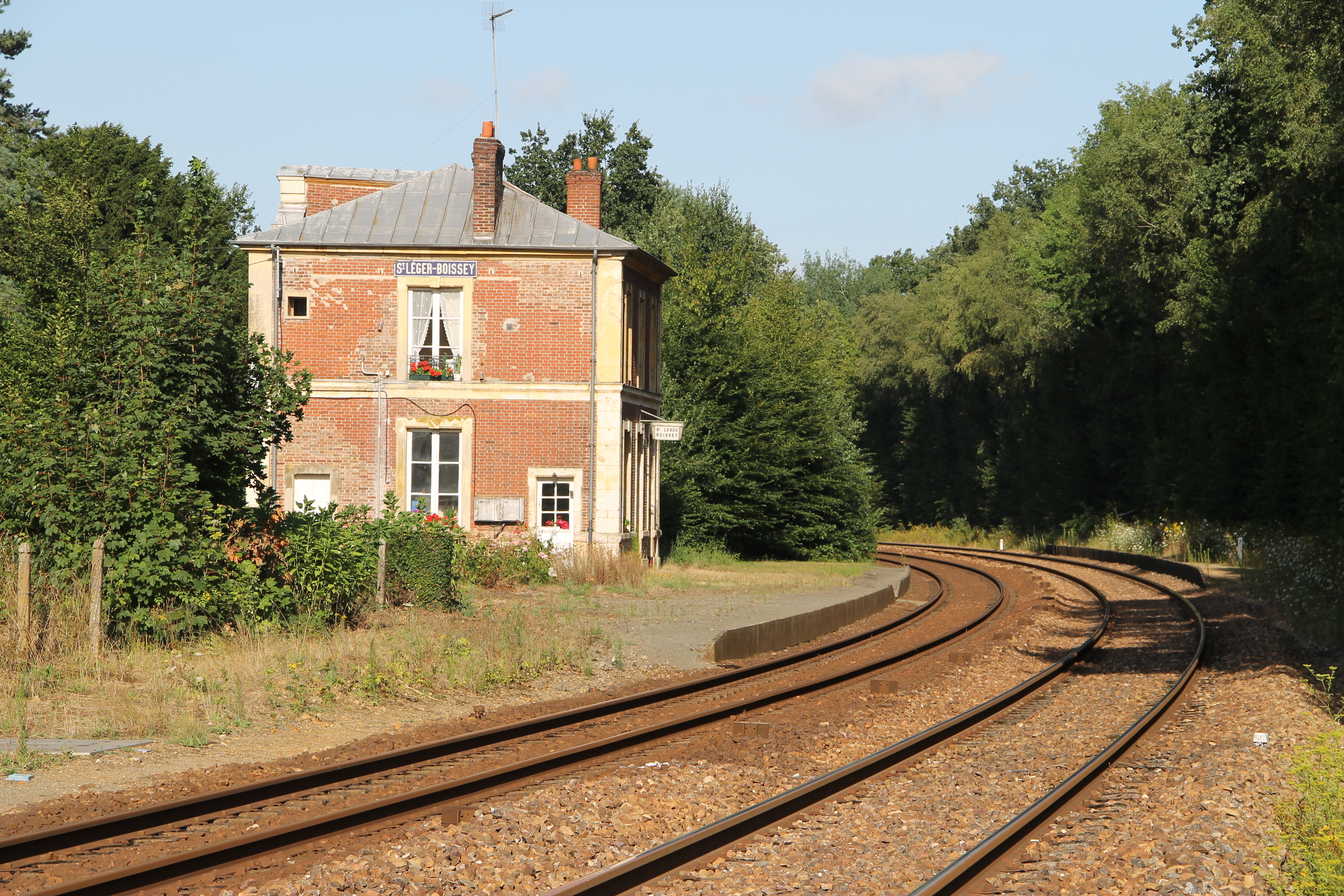
Station Saint-Léger- Boissey
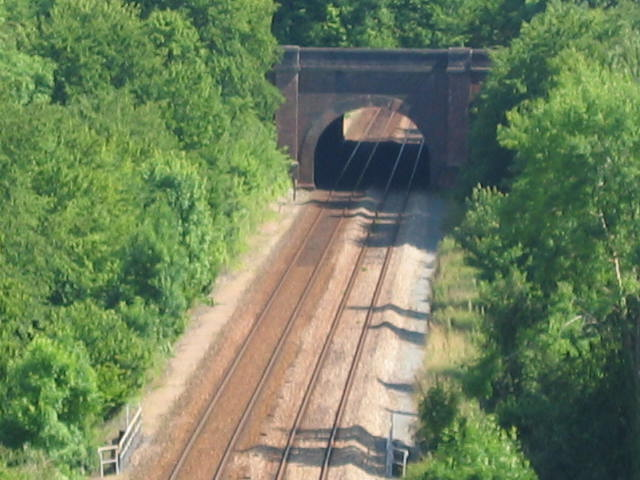
Tunnel van Beauval
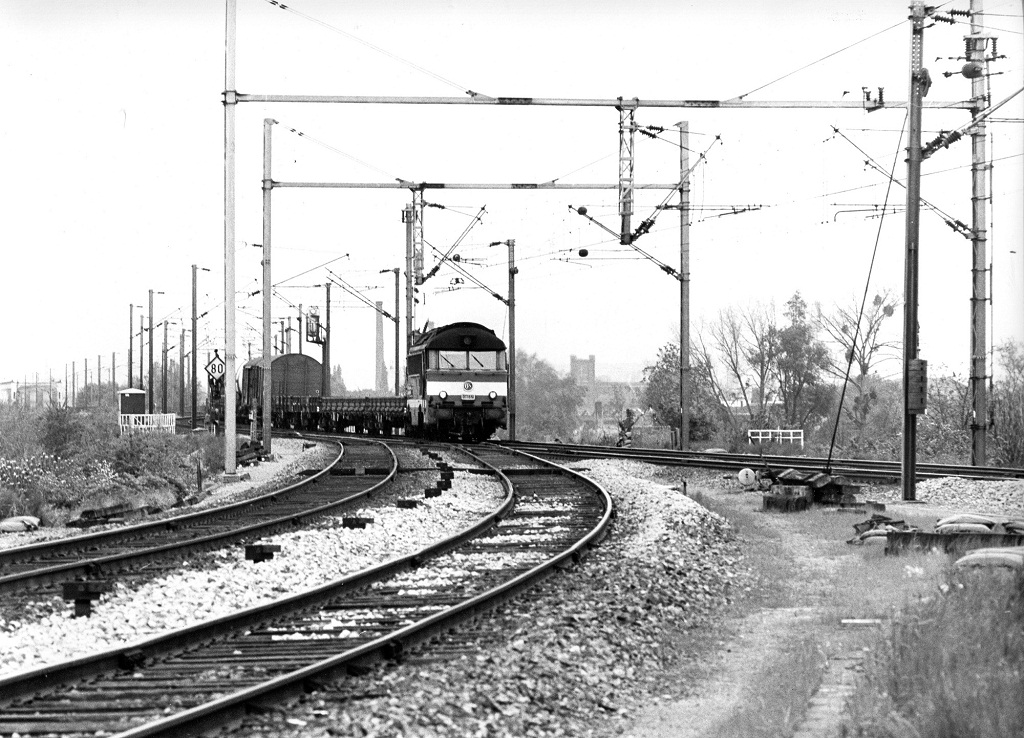
Splitsing bij Oissel in 1978